# سعلكدة
سعلكدة هي قرية في مقاطعة خوي، إيران. يقدر عدد سكانها بـ 1058 نسمة بحسب إحصاء 2016.